# آوت ترتریان
آوت «آلفرد» ترتریان (ارمنی: Ավետ (Ալֆրեդ) Տերտերյան؛ ۲۹ ژوئیهٔ ۱۹۲۹ – ۱۱ دسامبر ۱۹۹۴) یک آهنگساز اهل ارمنستان بود.

## زندگی‌نامه
وی در ۲۹ ژوئیهٔ ۱۹۲۹ در باکو به دنیا آمد . وی برنده جوایزی همچون چهره هنری شایسته ارمنستان شوروی, جایزه هنرمند مردمی اتحاد جماهیر شوروی شد. وی در ۱۱ دسامبر ۱۹۹۴ در سن ۶۵ سالگی در یکاترینبورگ درگذشت و در آرامستان مرکزی ایروان (توخماخ) به خاک سپرده شد.

## نگارخانه

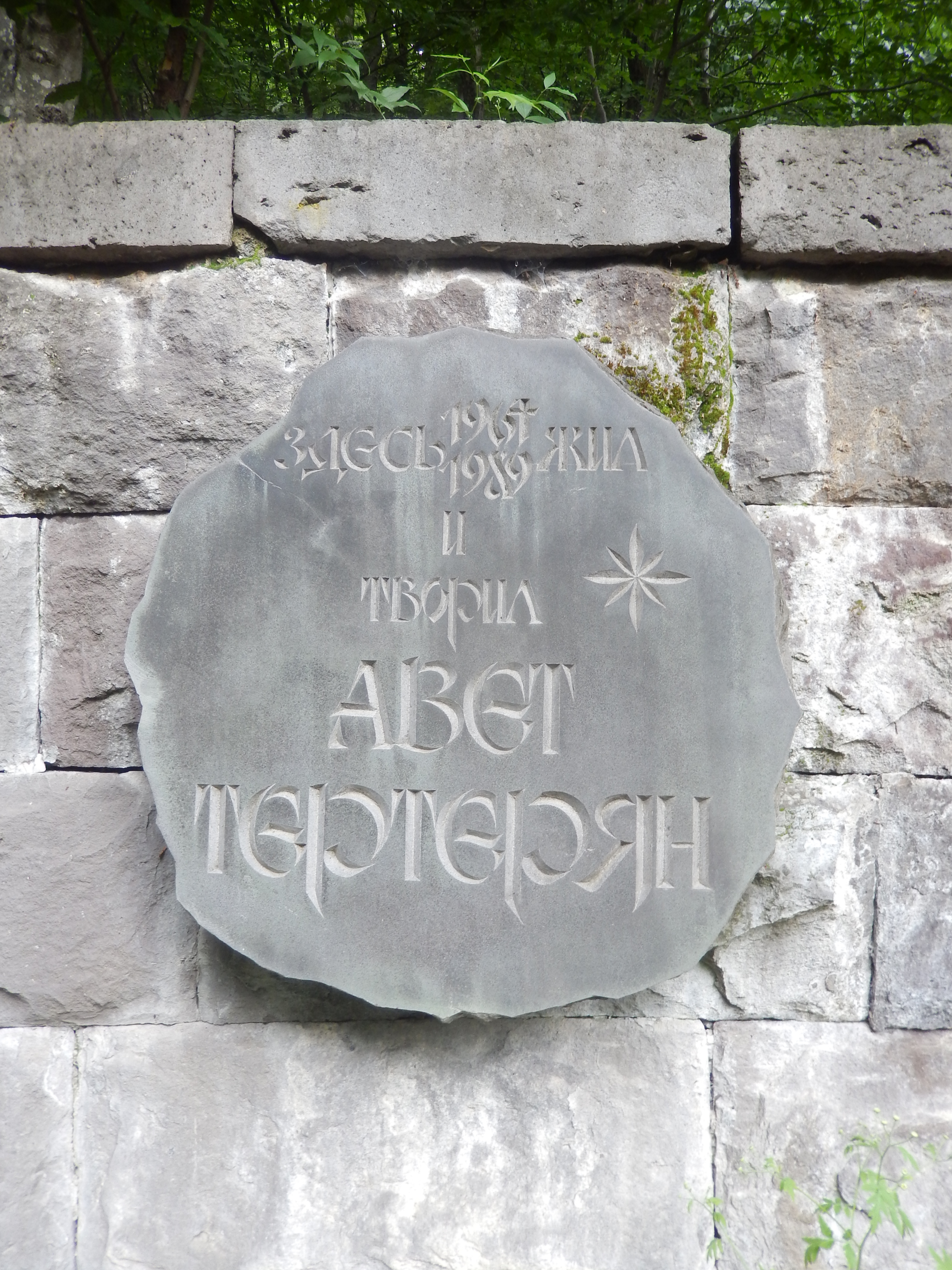